# 珍しい死の一覧
珍しい死の一覧（めずらしいしのいちらん）は、古代から現代までに記録された死の状況のうち、信頼できる情報源が「通常と異なる」ものとして言及した死の一覧である。

## 古代

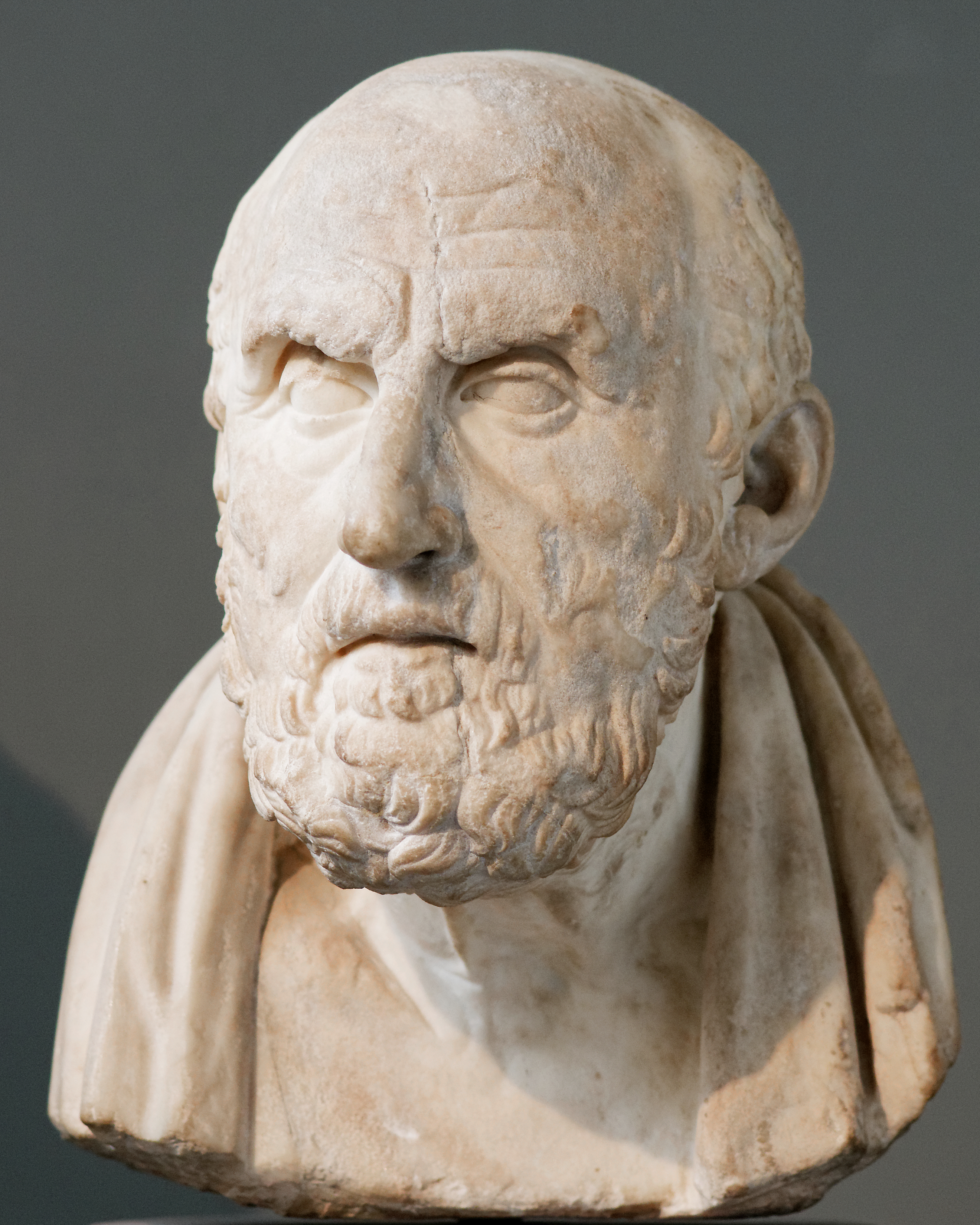
クリュシッポスは、ロバがイチジクを食べているのを見て笑い死にしたとされる。

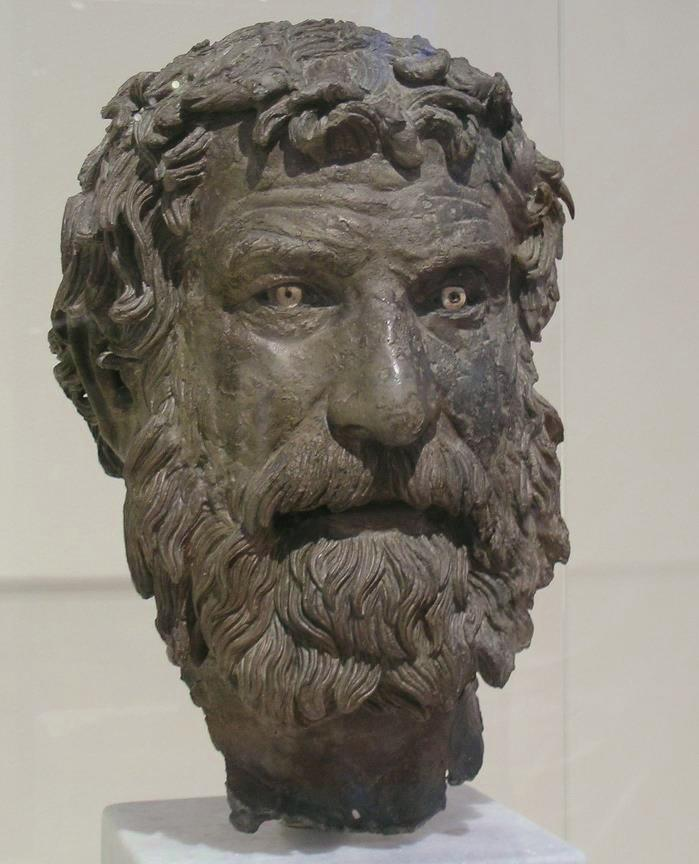
コス島のフィリタスは研究に没頭するあまり、やせ細り餓死したと言われる。

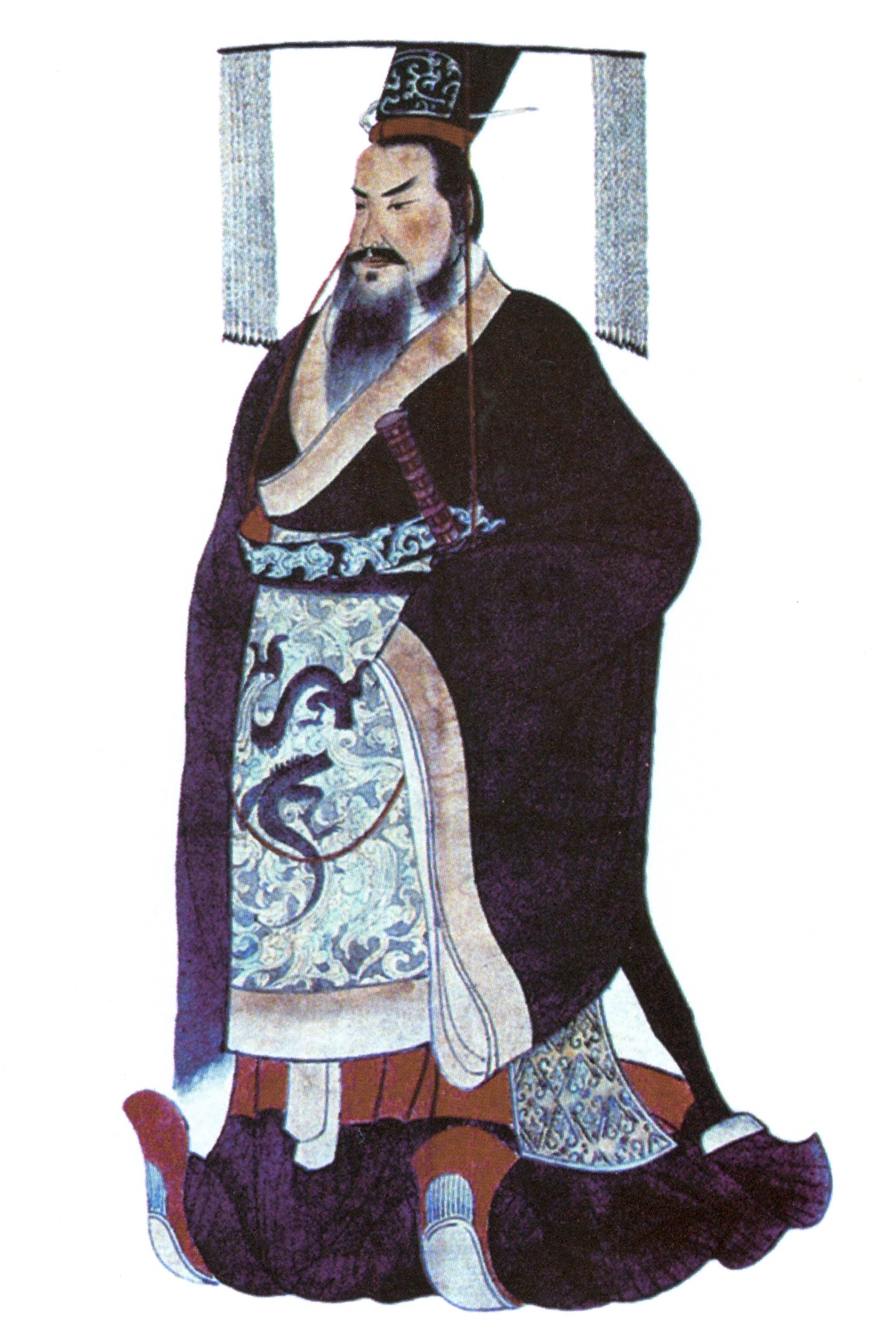
始皇帝は不老不死を求めて有毒な水銀を服用したという。

- 紀元前3000年頃: エジプト初代ファラオであるメネスは、悪魔とされていたナイル川のカバに戦いを挑んだが、引きずり込まれて死亡[2]。
- 紀元前6世紀頃: ギリシャ七賢人の1人としてあげられるラケダイモンのキロンが、ボクシングで勝利した息子を抱きしめながら、喜びすぎて死亡[3]。
- 紀元前620年頃: アテナイの立法者ドラコンはアイギナ島の劇場で、自らの業績を称える群衆によって投げかけられたマントや帽子の贈り物のなかに埋もれて窒息死したという[4][5]。
- 紀元前7世紀半ば: 春秋時代、斉の第16代君主桓公が「まだ蒸した赤ちゃんを味わったことがない」と言ったため、料理人である易牙の息子は父親の易牙により蒸し料理にされた[6]。
- 紀元前564年: ギリシアのパンクラチオン選手フィガリアのアリチオンは、古代オリンピックのパンクラチオン決勝で自らの死を引き起こした。対戦相手（名称不明）に喉を締めつけられる形で押さえ込まれ、そこから抜け出すことができなかったアリチオンは、対戦相手に足蹴りをくり出し、そのあまりの痛みに対戦相手は審判に降参のサインを出したが、その際にアリチオンの首を折ってしまった。対戦相手が敗北を認めていたため、アリチオンは死後に勝者として宣言された[7][8]。
- 紀元前475年頃: ディオゲネス・ラエルティオスによる記述では、ギリシアの哲学者ヘラクレイトスは、浮腫を治療するため牛糞を自らの身体に塗りたくった結果、犬に食い殺されたとされている[9][10]。
- 紀元前455年: ヴァレリウス・マキシムス（英語版）によると、アテナイの悲劇詩人アイスキュロスは、彼の禿げた頭をリクガメの甲羅を砕くのに適した岩と勘違いしたワシによって、リクガメを頭部に落とされて死んだ。大プリニウスによる『博物誌』の記述では、アイスキュロスは「落下物によって死ぬ」という予言が実現することを恐れ、屋外で過ごしていたとされる[11][12][13]。
- 紀元前430年: ディオゲネス・ラエルティオスによると、ギリシアの哲学者エンペドクレスは自らが神であると証明しようとして、活火山であるエトナ火山の火口に飛び込んで死んだという[14][15]。
- 紀元前401年: アケメネス朝ペルシアの兵士ミトリダテスは、アルタクセルクセス2世の王位を奪い取ろうとしていた弟の小キュロスを討ち取ったが、そのことを周囲に自慢してアルタクセルクセス2世の面目をつぶした結果、昆虫に受刑者の肉体を食わせる刑であるスカフィズム（英語版）によって処刑された。アルタクセルクセス2世の医師であるクテシアスは、ミトリダテスが昆虫による責め苦で死ぬまで17日間生存したと記録した[16][17]。
- 紀元前307年8月: 洛陽を訪れた秦の第2代王の武王が、力持ちの孟賁と鼎の挙げる力比べをした際に、脛骨もしくは膝蓋骨を折り、23歳で死亡[18]。孟賁は罪に問われ、一族ごと死罪となり滅んだ。
- 紀元前288年: ギリシアの僭主シュラクサイのアガトクレスは、敵によって毒を塗られた爪楊枝を使って毒殺された[19]。他にも、爪楊枝が原因で出来た傷のあまりの痛さに自ら暖炉に飛び込み焼け死んだとする説もある。
- 紀元前270年: アテナイオスによると、ギリシアの知識人コス島のフィリタス（英語版）は議論と単語の誤った用法の研究にあまりにも没頭したため、やせ細り最後には餓死したという[1]。イギリスの古典学者アラン・キャメロンは、フィリタスが実際には病気によって衰弱して死亡したのであり、同時代の人物は冗談めかして彼の衒学者気質が死因であるとしたのだろうと推測している[20]。
- 紀元前262年頃: ストア派創始者のゼノンが、72歳頃に、つまずいて転倒してつま先の骨を折り、その場で自ら息を止めて死亡[21]。
- 紀元前2世紀頃: シドンのアンティパトロスは、自分の誕生日にだけ熱をだす奇病を患っており、体が耐えられない年となり死亡[22]。
- 紀元前210年: 最初の皇帝 (中国)であり、兵馬俑のような遺物や財宝をのこした秦始皇帝は、永遠の命を得られるとの期待からいくつかの水銀の丸薬を服用して死亡した[23][24][25]。ただし『史記』には「霊薬は手に入らなかった」と記述され[26]、服用した記述はない。またその後も多数の王侯貴族が不老長寿を求めて水銀中毒にかかり死亡している。実際に記述が多いのは唐代である。
- 紀元前206年: 古くから伝えられる一説では、紀元前3世紀ギリシアのストア派哲学者クリュシッポスは、1匹のロバが自分のイチジクを食べているのを見て笑い出し、ロバにワインを与えてイチジクを飲み込ませるよう奴隷に命じたあと、「笑いすぎたことで笑い死にしてしまった。(ディオゲネス・ラエルティオス 7.185)」とされる[27]。
- 紀元前163年: 聖書で英雄として描かれるエレアザル・アヴァランは、戦場に突入して敵の王が乗るゾウの腹部に槍を突き刺したが、崩れ落ちたゾウの下で押しつぶされ即死した[28]。
- 20年: ローマ帝国の皇族であるクラウディウス・ドルススが、ふざけて梨を上に放り投げて口でキャッチしようとしたところ、失敗し梨を喉に詰まらせて窒息死[29]。
- 258年: キリスト教の助祭ローマのラウレンティウスは、ウァレリアヌスの治世における迫害のなか、巨大な焼き網の上で生きたまま焼かれて死んだ[30][31]。プルデンティウスによる記述では、ラウレンティウスは処刑人をからかって「ひっくり返せ、こちら側はもう焼けている」と言ったと伝えられる[32]。現在ラウレンティウスは、コックとシェフ、ならびにコメディアンの守護聖人として扱われている[33]。
- 百襲姫は、陰部に箸が刺さり死亡。これが箸墓古墳の一説となっている[34]。
- 453年: アッティラが、若い美女イルディコとの婚礼で喜びのあまり大量の酒を飲み泥酔し、仰向けで寝ていたところ大量の鼻血をだして鼻血により窒息死した[35]。

## 中世

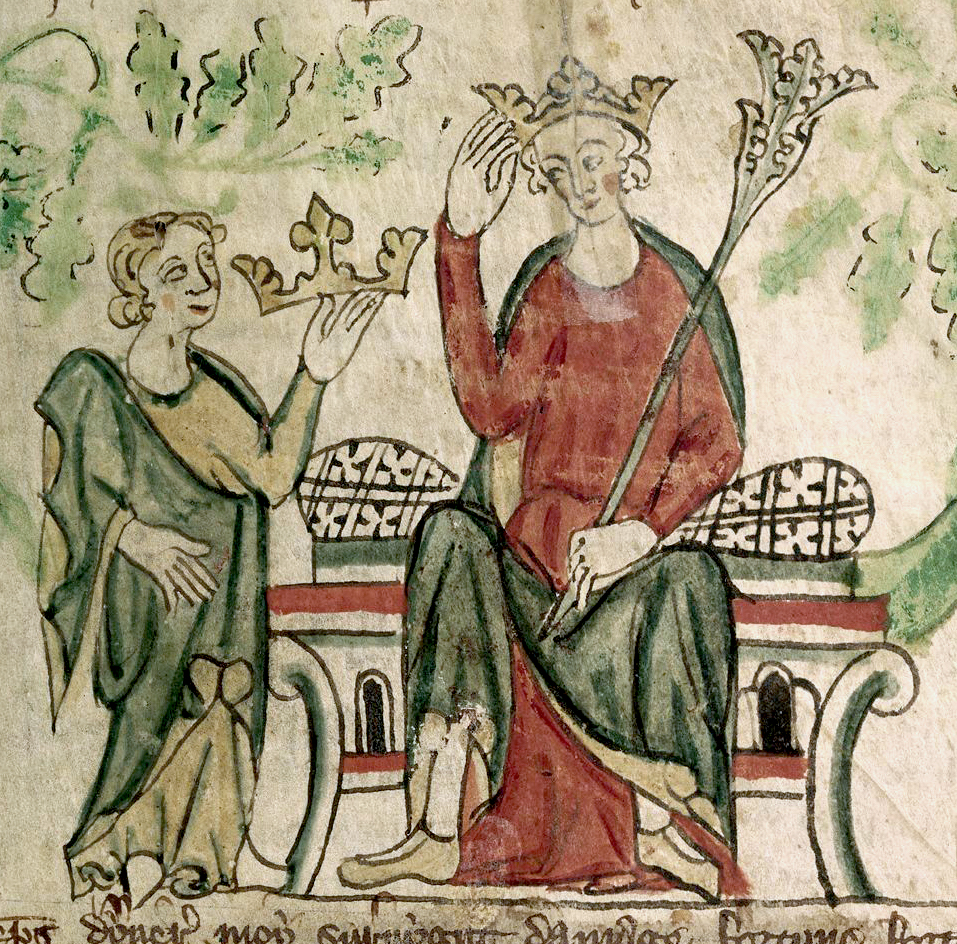
エドワード2世は赤く焼けた火ばしを肛門に挿入されて処刑されたと噂されたが、実際の死因に関して一致した学術的見解はなく、この処刑法はプロパガンダとして扱われている。

- 892年: オークニーのヤール、シグルズ・エイステインソンは、倒したマエル・ブリグトという名の敵の首を自分の馬の鞍にくくりつけていたが、馬を走らせるうちにブリグトの歯が脚にあたって傷になり、それが引き起こした感染症が原因で死んだ[36]。
- 1063年: ハンガリー王ベーラ1世は、シャラモンを王位につけるため神聖ローマ帝国がハンガリーに対する軍事行動を決定するなか、ドモシュ（英語版）の邸宅にて座っていた玉座が壊れたことで重傷を負った[37]。クロニコン・ピクタム（英語版）によれば、ベーラ1世は瀕死の状態で王国の西の国境に運ばれ、1063年9月11日にカニジャ川で死亡した[38][39]。
- 1131年: フランスの王太子フィリップは、パリの街を馬に乗って駆け抜けていた際、肥料の山の影から飛び出してきた黒いブタにつまずいて落馬したことが原因で死亡した[40]。
- 1242年: 日本の第87代天皇四条天皇(10歳)は、近習や女房を滑らせようと滑石の粉を御所の廊下に撒いたところ、誤って自分が転倒し、それが元で崩御したという[41]。
- 1258年: バグダード・アッバース朝最後のカリフ、ムスタアスィムは、モンゴル帝国によって敷物で巻かれた上で馬に踏み殺されるという形で処刑された[42]。
- 1327年: イングランド王エドワード2世は、妻の王妃イザベラと、その愛人モーティマーによって廃位・幽閉されたあと、肛門に動物の角を押し込んだ上でそのなかに真っ赤に焼けた鉄を挿入し、内臓を焼き尽くすという方法で外傷をのこさず殺害されたとのうわさが広まった[43][44]。しかしながら、エドワード2世がどのように死亡したのかに関して真に学術的なコンセンサスは存在せず、一般に広まった説はプロパガンダであるとの説得力のある主張がなされている[45]。
- 1346年: 10年にわたって盲目だったボヘミア王ヨハン・フォン・ルクセンブルクは、クレシーの戦いにおいて味方の騎兵の手綱を自らの手綱に結びつけ、敵陣に突撃して戦死した[46]。
- 1387年: ナバラ王で「邪悪王カルロス」として知られるカルロス2世は、高齢となり重病を患っていた。同時代の年代記作家ジャン・フロワサールの説明によれば、カルロス2世の体には医師の指示により蒸留酒をしみ込ませたリネンのシーツがきつく巻きつけられていたが、引火性の高いこのシーツはあるとき事故で燃え上がり、王は火傷によって後に死亡した。フロワサールはこの事故をカルロス2世に対する神の審判であると評した[47][48][49]。
- 1410年: アラゴン王マルティン1世は、消化不良とコントロールできない笑いが併発したことで死亡したとされている。伝承によると、マルティン1世がガチョウを1羽丸ごと食べたあと、お気に入りの宮廷道化師ボラが王の寝室に入ってきた。王がボラに今までどこに居たのか尋ねたとき、この道化師はジョークで答え、マルティン1世を笑い死にさせたという[50][51]。

## 近世

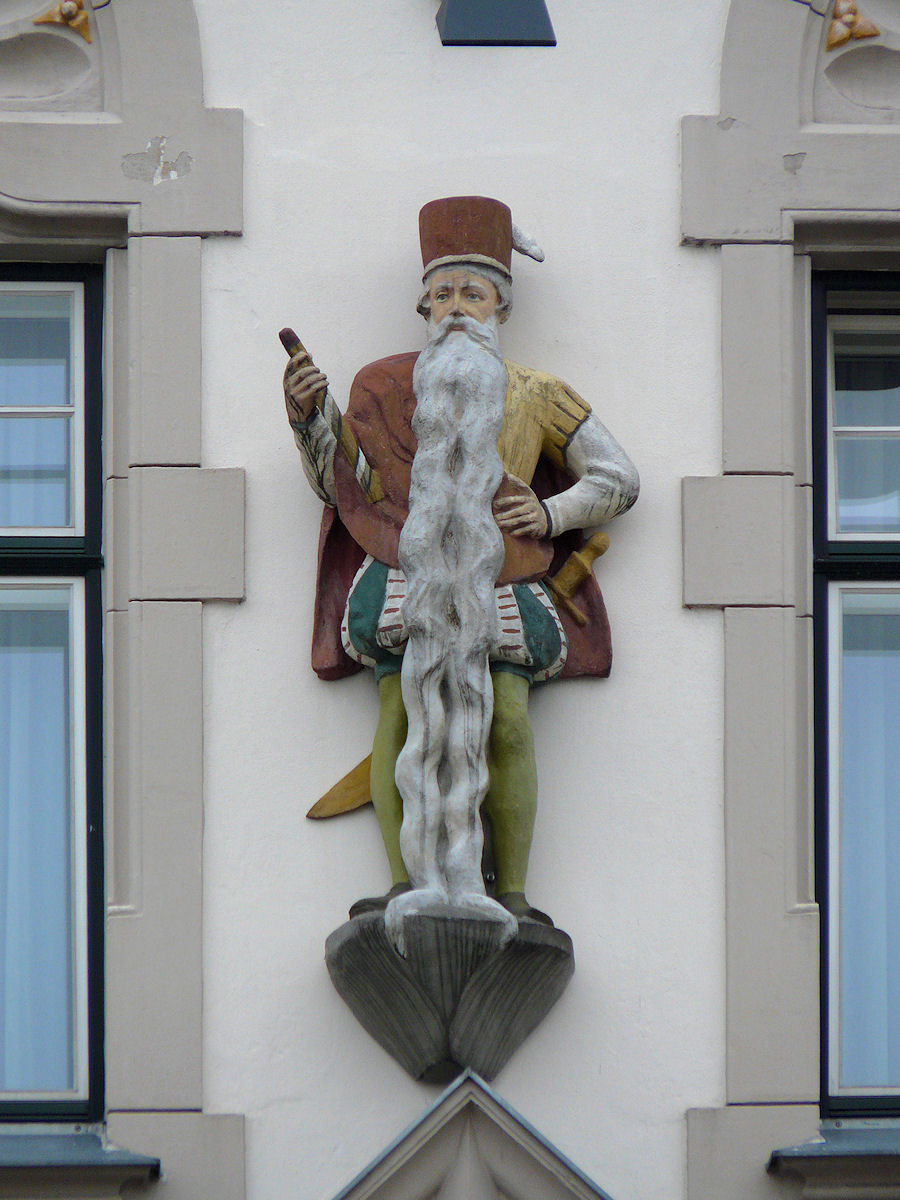
ハンス・シュタイニンガーの彫像

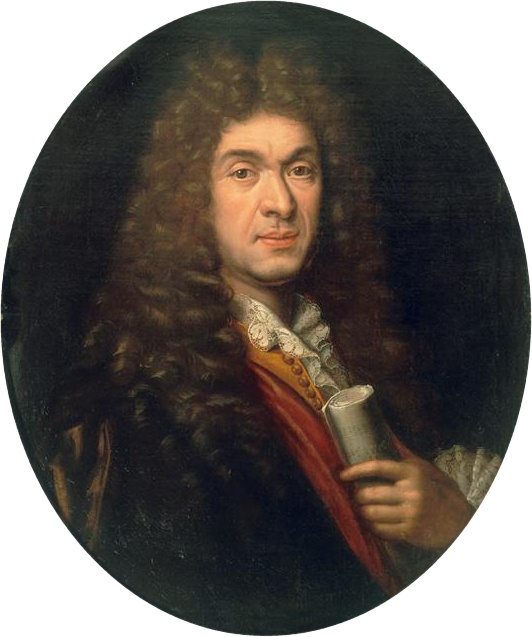
作曲家ジャン＝バティスト・リュリ

- 1478年: クラレンス公ジョージ・プランタジネットは処刑される際、自らの希望によってマームジーワインの酒樽のなかで溺れ死んだと言い伝えられている[52]。
- 1547年: ある弁護士の妻を愛人としたフランソワ1世が、弁護士の復讐により売春宿・弁護士・愛人(弁護士の妻)経由で性病をうつされ、性病に蝕まれ死亡[53]。
- 1567年: ハンス・シュタイニンガー（ドイツ語版）はブラウナウ（当時のバイエルン公国、現在のオーストリアに属する）の長だったが、自分のひげにつまずいて転び、首の骨を折って死亡した[54]。死亡時のシュタイニンガーのひげは長さ1.4 mで、普段は巻いて丸めた上で革のポーチにしまわれていた[55]。
- 1601年10月: ティコ・ブラーエは、プラハでの晩餐会に出席した際に膀胱または腎臓の病にかかり、11日後に死亡した。ヨハネス・ケプラーの目撃談によれば、ブラーエは晩餐会の途中で体に変調をきたしたが、休むために晩餐会を抜けることをエチケットに反する行為として拒否していた[56][57]。帰宅したとき、ブラーエはすでに排尿できない状態となっており、激烈な痛みの末に極少量の尿を出すことしかできなかった[58]。皇帝の晩餐会でおしっこを我慢し膀胱が破裂したとも言われ、死因は尿毒症という説が主流となっている[59]。
- 1660年: スコットランド貴族の博学者であり、フランソワ・ラブレーの著作を英訳した最初の人物でもあるトーマス・アーカートは、チャールズ2世がイングランド王に即位したという話を耳にしたことで笑い出し、そのまま笑い死にしたと言い伝えられている[60][61]。
- 1667年: ジェームズ・ベッツは、エリザベス・スペンサーによってケンブリッジ大学のコーパス・クリスティ・カレッジ（英語版）にある戸棚に入れられ、彼女の父のジョン・スペンサー（英語版）から身を隠したが、密封された戸棚のなかで窒息死した[62][63]。
- 1687年: フランスの作曲家ジャン＝バティスト・リュリは、『テ・デウム』を激しく指揮していたところ、誤ってつえで自分の足を突き刺してしまい、それによってできた膿瘍が壊疽したことで死亡した。当時の習慣ではつえで床を打つことで指揮を行っていた[64]。
- 1771年: スウェーデン王アドルフ・フレドリクは、1771年2月12日に消化不良を起こして死亡したとされる。フレドリクはロブスター、キャビア、ザワークラウト、燻製ニシンによる料理をシャンパンとともに食したあと、デザートとして好物の「ヘートヴェッグ」（暖かい牛乳にひたしたセムラ）を14人前たいらげていたという[65]。

## 19世紀

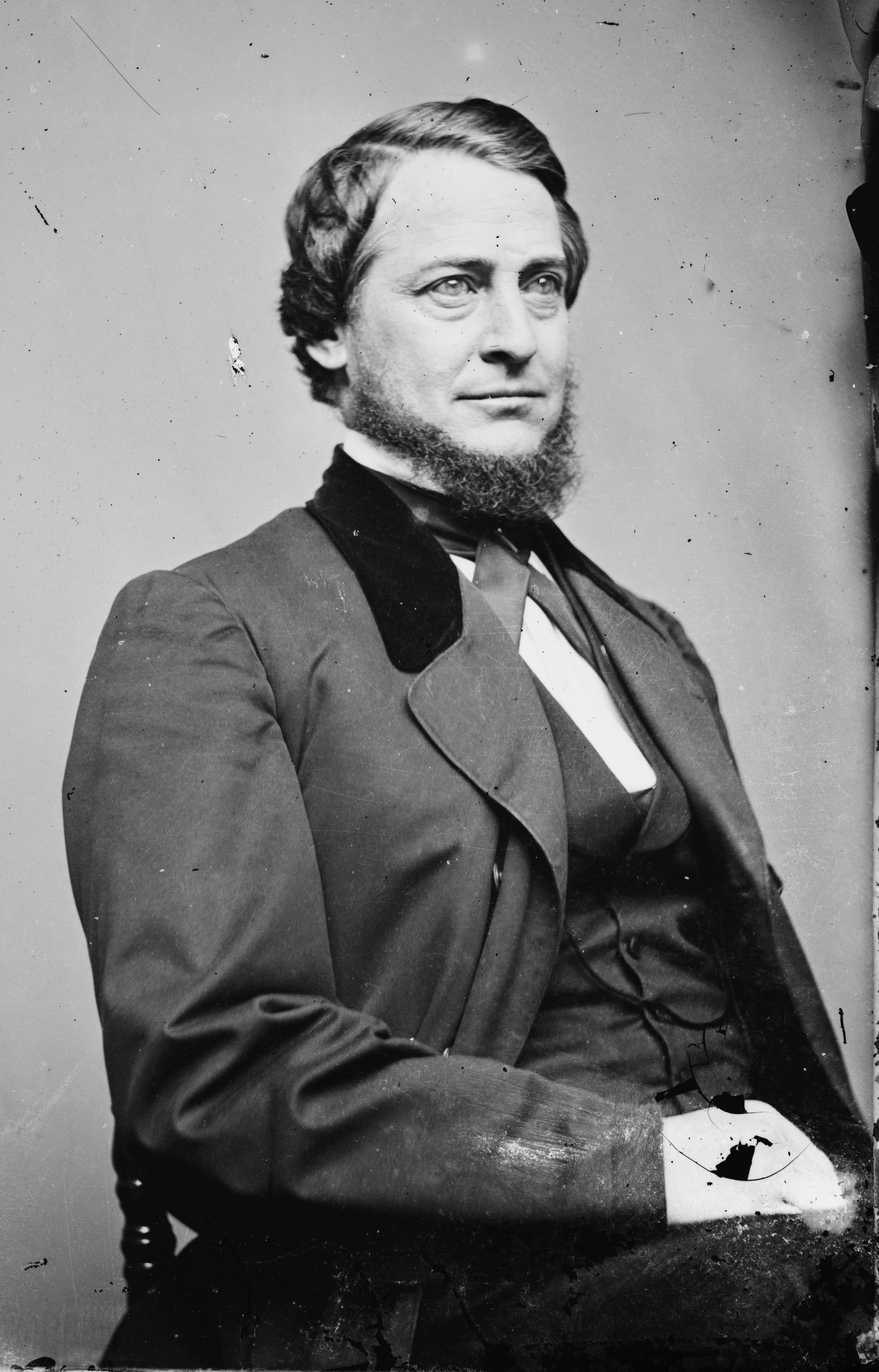
弁護士のクレメント・バランディガム

- 1854年: 13歳のウィリアム・スナイダーは、カリフォルニア州サンフランシスコで、サーカスのピエロにかかとを持って振り回されたことが原因で死亡した[66][67]。
- 1871年: 弁護士でオハイオ州下院議員のクレメント・バランディガム（英語版）は、殺人の罪に問われた男の弁護を引き受けていたが、被害者が誤って自分自身を射殺したことをホテルの部屋で実演して見せる途中、誤って自らを銃で撃って死亡した。バランディガムが弁護した男は無罪放免された[68][69]。
- 1872年: ロンドンのケンサル・グリーン墓地（英語版）で行われた葬儀で棺を担いでいたヘンリー・テイラーは、石につまずいて転び、もう1人の担ぎ手が手を離したことで棺の下敷きとなり、参列者らの目前で死亡した[70]。
- 1881年: イギリスの元下院議員でサーの称号を持つウィリアム・ペイン＝ギャルウェイ（英語版）は、狩りに興じている最中に転び、倒れた場所にカブがあったことで「重度の内臓損傷」を負い、数日後に死亡した[71][72]。

## 20世紀

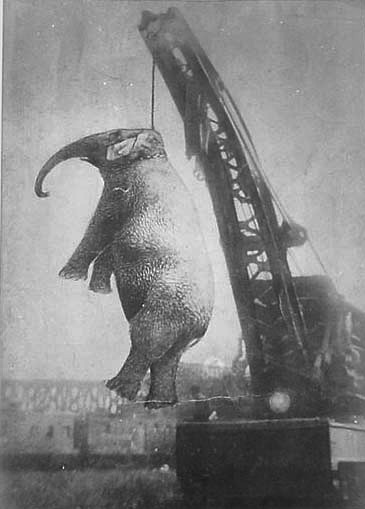
テネシー州アーウィンで処刑されたメアリ

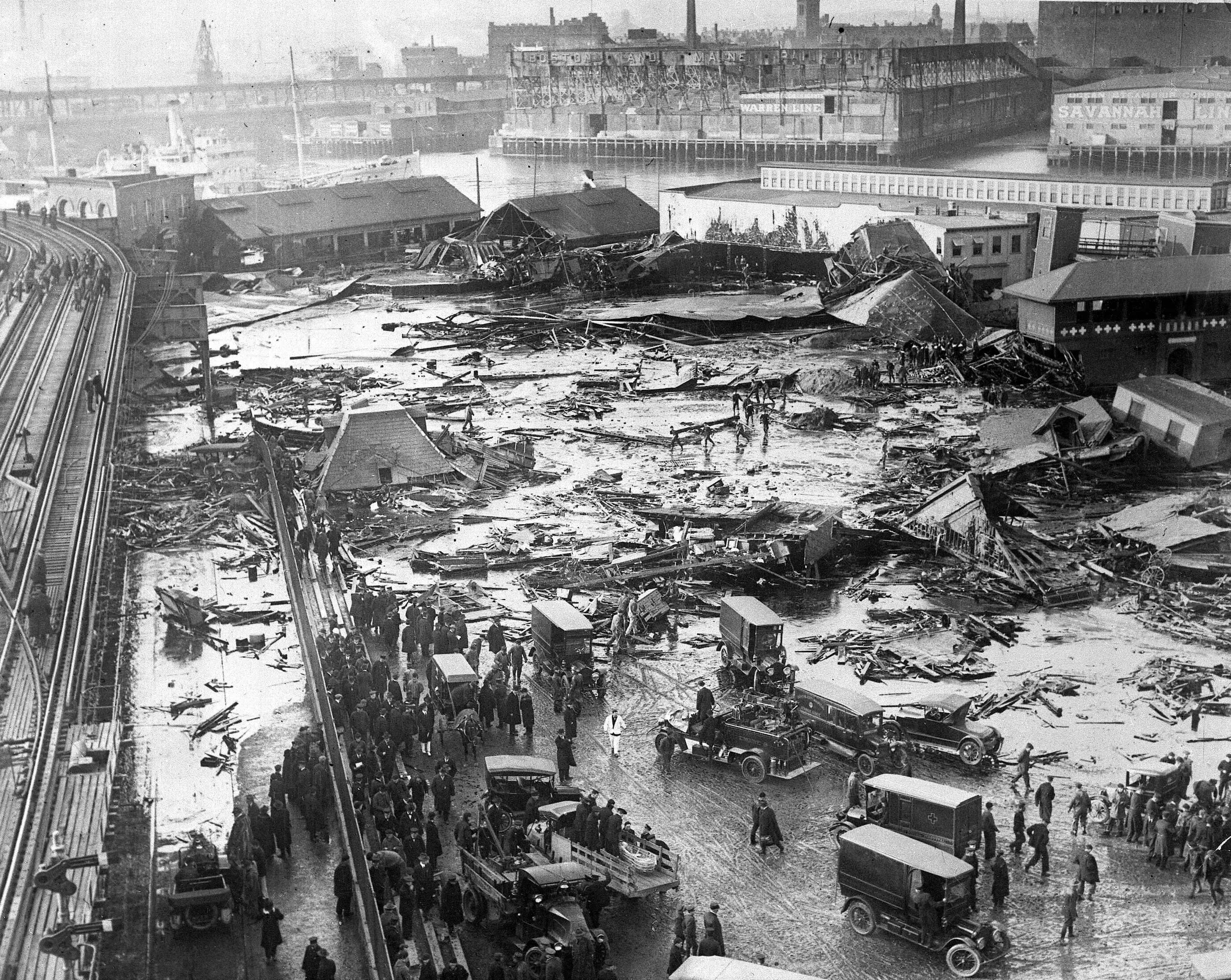
ボストン糖蜜大洪水の被害状況

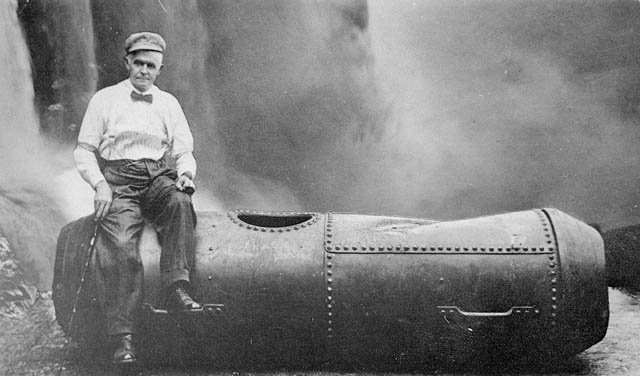
スタントマンのボビー・リーチ

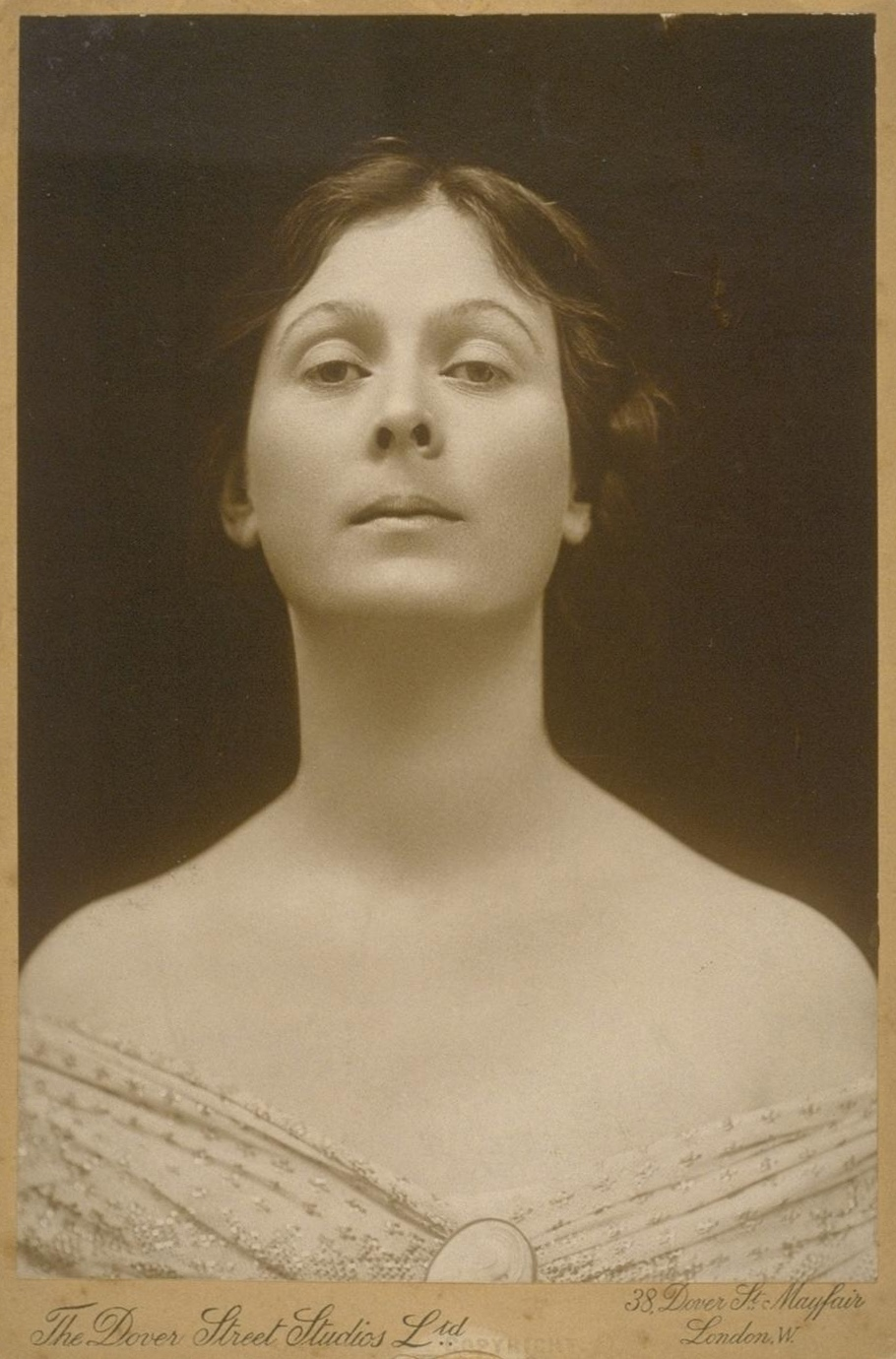
イサドラ・ダンカンはスカーフが自動車の車輪に巻き込まれて死んだ。

### 1900年代
- 1903年: ホノルルで行われた病の治癒のための儀式中、姓名不詳の男性が聖書で殴り殺された[73]。死亡した男性は医師によってマラリアの治療を受けていたが、男性の家族が呼び出した地元のカフナは彼に悪魔が取り憑いていると主張し始め、悪魔を追い出すためとして頭を繰り返し聖書で殴って死亡させた[74]。このカフナは殺人の罪で裁判にかけられた[75]。

### 1910年代
- 1911年: ウイスキー蒸留所経営者で実業家のジャック・ダニエルは、金庫が開かないあまりに腹を立てて蹴った際にかかとに負った傷が原因で、感染症にかかって死んだ[76]。
- 1914年: 大相撲の力士である駒ヶ嶽國力は茨城県での巡業の際に立ち寄った酒屋でどぶろく3升を飲み、そのまま太陽が直に当たる荷車の上で寝ていたことにより飲んだ酒が体内で発酵し、腸穿孔・脳溢血を発症、急死した[77]。
- 1916年: 体重5トンのメス象メアリは、テネシー州サリバン郡で「スパークス・ワールド・フェイマス・ショー」サーカスの調教師を殺害した翌日、貨車に載せられた工事用クレーンを用いて絞首刑に処された[78][79]。
- 1919年: ボストンの港湾部ノース・エンド（英語版）にて、巨大な貯蔵タンクの破裂により糖蜜の波が人々を襲い、21人が死亡、150人が負傷した[80][81]。

### 1920年代
- 1923年: 第5代カーナヴォン伯で、ハワード・カーターによるツタンカーメン発掘の資金提供者でもあったジョージ・ハーバートは、蚊に刺された腫れあとを、ひげ剃りの際に傷つけたことで感染症にかかり死亡した。ハーバートの死の原因をいわゆる王家の呪いに求める声も一部に存在した[82][83]。
- 1924年: ウェールズのバンガーに住む弁護士ソーントン・ジョーンズは、咽喉が切り裂かれている状態で起床した[84]。その後、ジョーンズは紙と鉛筆を手に取り、「私は夢の中で喉を切った。目が覚めた時、それが現実であったと気づいた」と書き残し、80分後に絶命した[84]。バンガーの死因審問は、ジョーンズの死を「一時的な狂乱状態のもとでの自殺」と結論付けた[85]。
- 1926年: アメリカのスタントマンボビー・リーチは、オレンジの皮に足をすべらせて転倒し、骨折した足の切断手術が失敗したことで死亡した[86]。
- 1926年: ファー・ノース・クイーンズランドの町モスマンに住む16歳のフィリップ・マクリーンは、弟とともに自宅の土地で見つけたヒクイドリをこん棒で殺そうとしていたが[87]、ヒクイドリになぎ倒された上、蹴りで首を切り裂かれた。マクリーンは出血多量で死亡した[88]。
- 1927年: ダンサーのイサドラ・ダンカンは、助手席に乗っていた自動車が発進した際、長いスカーフが車輪に巻き込まれたため首の骨を折って死亡した[89]。

### 1930年代
- 1930年: サン・クエンティン州立刑務所の服役囚ウィリアム・コガットは、やぶいたトランプの破片をつめた自作のパイプ爆弾を用いて自殺した。コガットは簡易ベッドの中空の脚を外してパイプとし、そのなかにトランプの破片と水を入れて加熱した[90][信頼性要検証]。

### 1940年代
- 1941年: アメリカの作家シャーウッド・アンダーソンは、誤って飲み込んだ爪楊枝が内臓を傷つけたことが原因の腹膜炎により死亡した[90][信頼性要検証]。

### 1950年代
- 1951年: フロリダ州セントピーターズバーグの自宅アパートで、メアリー・リーサー（英語版）が「火葬されたも同然」の状態で発見された。遺体は左足（無傷の黒いサテンのスリッパを履いたままだった）と、小さく縮んだ頭蓋骨と脊椎の一部をのこして焼き尽くされていたが、室内に損傷はほとんど見られなかった。当時のFBIの報告書は、女性が喫煙中に眠りに落ち、たばこからアセテート繊維の部屋着と椅子に火が移ったと分析した[91]。

- 1956年6月:インドゾウのはな子を獣姦しようと夜間に象舎へと忍び込んだ男性が、はな子に踏みつけられて死亡した[92]

- 1958年: イギリスの俳優ギャレス・ジョーンズは、テレビ演劇『アンダーグラウンド（英語版）』の生放送に出演中、シーンとシーンの合間の時間に心臓発作で死亡した。他の出演者はジョーンズの不在を即興のセリフによって埋め合わせた[93][94]。
- 1958年: 宝塚歌劇団月組のタカラジェンヌであった香月弘美は、公演に出演中、着用していた衣装ドレスの裾がせりの駆動部分に巻き込まれたことで、腰まわりのスチールベルトが香月の胴を締めつけ、身体が真っ二つに切断されて死亡した。医師の死亡診断書によれば、香月は腰の部分で切断され、右足がおしつぶされ、左足はヒザ下が骨折しており、上半身は異常がなかった[95]。

### 1960年代
- 1961年: アイダホ州の原子炉SL-1のメンテナンス中に事故が発生し、水撃作用が引き起こした爆発的現象によって2人のアメリカ陸軍特殊技能兵と1人の海軍電気技師が外傷を負って死亡した[96][97][98][99][100]。
- 1966年: アメリカのスカイダイバー、ニック・ピアンタニーダは、パラシューティングの最高高度記録に挑戦中、与圧服の不具合による急減圧で脳にダメージを受け、4ヶ月後に死亡した[101][102]。

### 1970年代
- 1971年: ソビエト連邦の3人の宇宙飛行士ゲオルギー・ドブロボルスキー、ウラディスラフ・ボルコフ、ビクトル・パツァーエフは、クルーとして乗り込んだソユーズ11号が大気圏再突入の準備中に減圧を起こしたことで窒息死した。この事故は知られる限りでは地球の大気圏外で起きた唯一の人類の死亡例である[103]。
- 1974年: ロンドンのクロイドンに住む健康食の提唱者だった48歳男性が、10日間で700万IUのビタミンAと約38リットルのニンジンジュースを摂取し、肝臓に異常をきたして死亡した。死亡時に男性の肌は鮮やかな黄色に変色していた[104][105][106]。
- 1975年: イギリスの50歳男性が、『ザ・グッディーズ（英語版）』の「カンフー・ケイパーズ（英語版）」というエピソードを視聴したあと25分間笑いつづけて心不全を起こし、長椅子に倒れ込んで笑い死にした[107][108][109][110][111]。
- 1977年8月10日: 山田かまちがエレキギターの練習中に発汗とアンプの漏電・不適切なアース接続により感電死した。

- 1977年: アメリカの28歳女性が、胃ガンに対抗するため1日に15リットルの水を飲んだことにより水中毒で死亡した[112]。
- 1977年: レーシングドライバーのトム・プライスは、1977年南アフリカグランプリのレース中、270km/hの速度でコースマーシャルを撥ねた際に消火器が頭部に直撃して死亡した。撥ねられて死亡した19歳のマーシャルは、反対側で出火した車両を消火するためキャラミのレースコースを走って横切ろうとしていた[113][114][115][116]。
- 1978年: 数学者・論理学者のクルト・ゲーデルは、妻が入院している間に飢餓により死亡した。ゲーデルは妻以外の人間が用意した食べ物を拒絶していた[117]。
- 1979年: フォード・モーターの工場でアメリカ人男性が産業用ロボットのアームで頭部を強打して死亡し、知られる限りでは歴史上初めてロボットに殺害された人物となった[118][119]。
- 1979年: ニューハンプシャー州ナシュアの20歳男性は、シェイ・スタジアムで行われたアメリカンフットボールのハーフタイムショー中、芝刈り機を模した重さ18kgのラジコン飛行機が客席に墜落したことで頭部を負傷し死亡した[120][121]。

### 1980年代

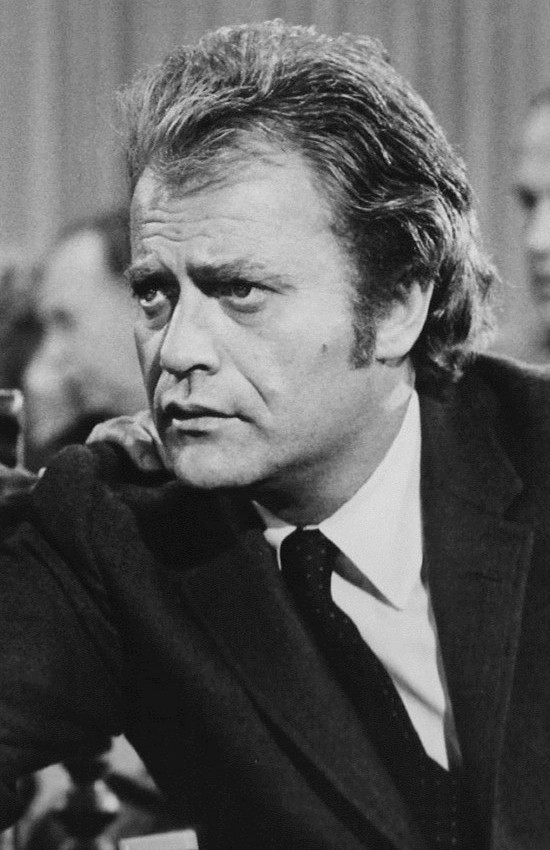
1982年の映画撮影中に死亡した俳優ヴィック・モロー

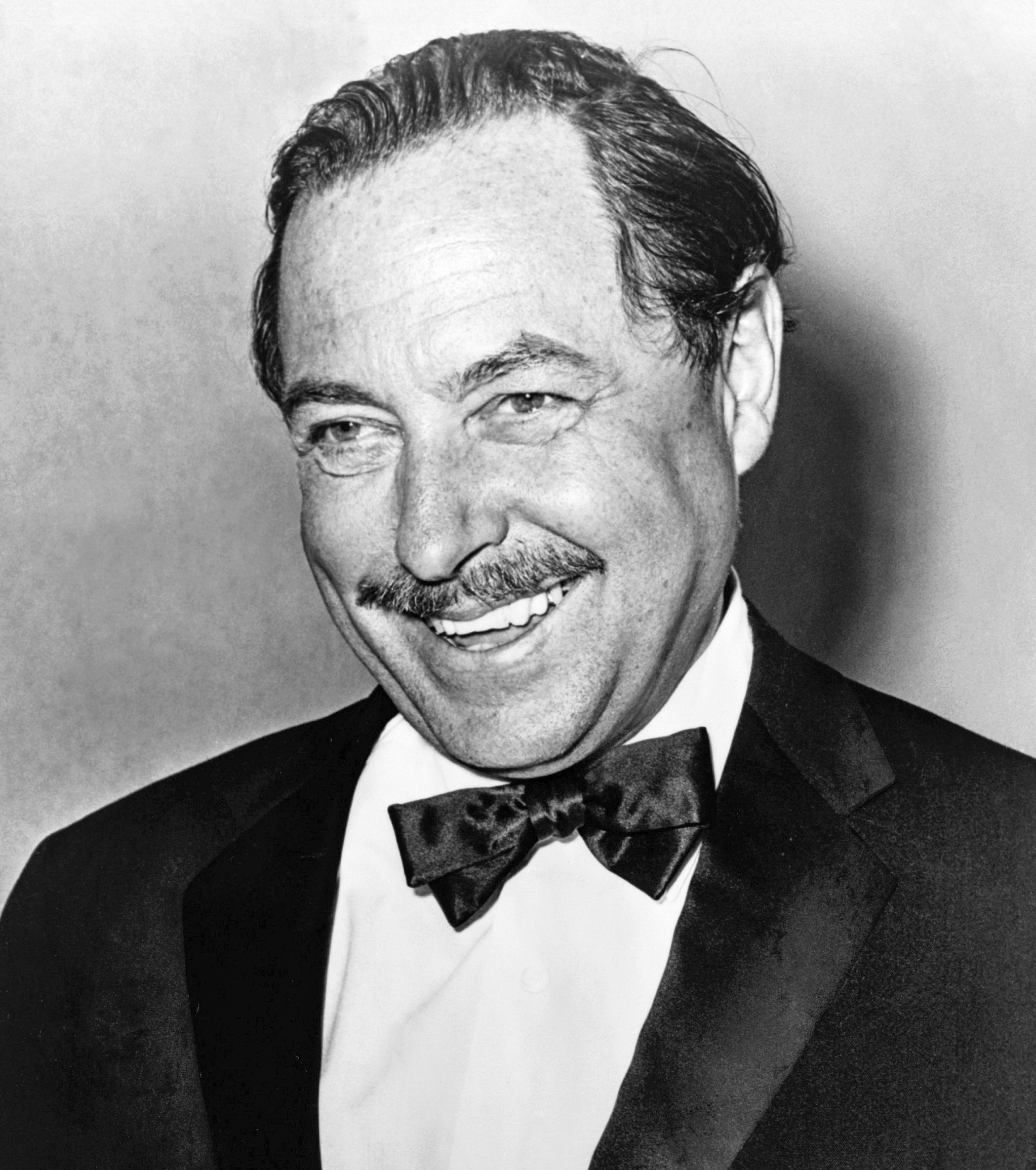
1983年に死亡した劇作家テネシー・ウィリアムズ

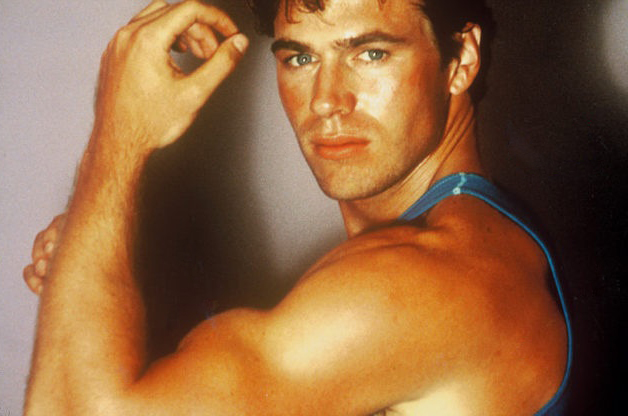
1984年に事故死した俳優ジョン＝エリック・ヘクサム

- 1981年: ウクライナ系アメリカ人の映画監督ボリス・セイガルは、オレゴン州ポートランドで、TVミニシリーズ『第三次世界大戦』の撮影中、ヘリのテール・ローターに誤って近づいてしまい、頭部の一部を切断された[122][123]。セイガルは5時間後に病院で死亡した[122]。
- 1982年2月: アリゾナ州のプレザント湖（英語版）近郊で、サボテンをショットガンで射撃して遊んでいた20代男性が、落下したサボテンの腕（長さ1.2m）に押しつぶされて死亡した[123][124][125]。
- 1982年4月: ルイジアナ州ニューオーリンズのゴルフコースでゴルフをプレーしていた26歳男性は、自らのミスへの怒りから持っていたゴルフクラブをゴルフカートに叩きつけたが、その際クラブのヘッド部分が破断して勢いよく跳ね返り、男性の喉に突き刺さった[126]。男性は頸静脈を損傷し、出血多量により死亡した[126]。
- 1982年7月: カリフォルニア州で、映画『トワイライトゾーン/超次元の体験』の撮影中、撮影用ヘリコプターが特殊効果の爆発の影響を受け、突如揚力を失って墜落した。地上にいた、アメリカの俳優ヴィック・モローとその共演者である6歳と7歳の子役が墜落に巻き込まれ、3人はヘリコプターのメイン・ローターの直撃を受けて死亡した[127][128]。
- 1983年2月: アメリカの劇作家テネシー・ウィリアムズは、プラスチック製のボトルキャップを誤って喉につまらせて窒息死した[129]。ボトルキャップは目薬もしくは点鼻スプレーのふたであると推定されたが、なぜウィリアムズがキャップを飲み込んだのかは明らかにされなかった[130]。
- 1983年9月: アメリカでテニスの線審を務めていた61歳男性が、股間にボールが直撃したことで座っていた椅子から落ち、頭を打って死亡した[131][132][133]。
- 1983年11月: サンフランシスコのコンドル・クラブ（英語版）に雇われていた用心棒の男性が、油圧モーターで昇降されるグランドピアノの上でガールフレンドとの性行為中、誤ってピアノのメカニズムを起動してしまい、上昇したピアノと天井の間に挟まれて窒息死した[134]。
- 1984年: アメリカの俳優ジョン＝エリック・ヘクサム（英語版）は、空包の装填された撮影用のピストルで、退屈しのぎにロシアンルーレットのように自分のこめかみに向けて引き金を引いた[135]。その結果、空包内の紙の詰め物 (paper wadding) が勢いよく発射されて頭蓋骨を直撃し、ヘクサムは重度の脳内出血を引き起こして死亡した[135]。
- 1987年: 東トロント拘留センター（英語版）の被収容者であった22歳男性が、ポケットサイズの聖書を飲み込もうとして窒息死した[136][137]。
- 1988年4月: ベテランのスカイダイバーであった35歳男性は、 ノースカロライナ州ルイスバーグで、スカイダイビング学校のインストラクターと生徒によるタンデムジャンプを空中で撮影するためカメラとともに飛行機から飛び降りたが、その際にパラシュートを持つのを忘れ、地上に激突して死亡した[138][139]。その後、男性が撮影していた映像が収められたビデオテープは回収された[138]。
- 1988年10月: ブエノスアイレスのカバジート地区で、1頭のプードルが建物の13階から落下し、下に居た75歳の女性を巻き添えにして死亡した。その後、事故の様子を見にやってきた46歳の女性がバスに轢かれて死亡した。さらに、身元不詳の男性が46歳女性の事故死を目撃したことにより心臓発作を起こし、病院に搬送される途中に死亡した[140][141]。

### 1990年代
- 1990年: 31歳のアメリカ人男性が、旅行先であるトリニダード・トバゴのピアルコ国際空港で、ブリティッシュ・エアウェイズのジャンボジェット（ボーイング747）のエンジンに身を投げて自殺した[142][143]。
- 1993年: 28歳の映画俳優、マーシャルアーティストでブルース・リーの息子でもあるブランドン・リーは、映画『クロウ/飛翔伝説』の撮影中の事故で共演者のマイケル・マッシーによって射殺された。マッシーが使用した撮影用拳銃に誤って弾頭が装填されていたことが事故の原因だった[144][145][146]。
- 1993年: トロントで活動する弁護士の38歳男性が、訪問者のグループにトロント・ドミニオン・センターの窓が「壊れない」ことを実演しようとして窓を突き抜け、24階から落下して転落死した。実際に、男性が窓に身を投げたとき窓は割れなかったが、窓枠が外れて男性は落下した[147][148]。
- 1994年: アメリカの16歳男性が、苛立ちから3番ウッドのゴルフクラブをベンチに叩きつけた際、折れて跳ね返ったクラブのシャフトに心臓をつらぬかれて死亡した[149]。
- 1995年: レーシングドライバーのラッセル・フィリップスは、車が横転した状態でレースコースと観客席の間のフェンスに押しつけられ、屋根の部分がフィリップスの体ごと削ぎ落とされたことで死亡した。コース上には肉片と車のパーツが散乱したが、清掃作業を経てレースは再開、完了された[150]。

- 1995年6月4日(日): ドイツ西部のコブレンツ近郊のヴェスターノーエでボーイスカウトの遠足中、ギネスブックへの登録をかけて650人が大綱引きをしており、親指ほどの太さのナイロンロープが切れて跳ね返り、9歳の少年が即死。火曜日に10歳の少年が死亡[151][152]。

- 1995年9月10日: 愛知県知多郡南知多町の「南知多グリーンバレイ」のバンジージャンプで、怖くなった客が命綱をつけていない従業員の右腕をつかんでジャンプし、客に引っ張られた従業員は高さ約18.5mのジャンプ台から落ちてしまい、マットから外れた位置にぶつかり即死した。

- 1997年: ダートマス大学の化学教授カレン・ヴェッターハーンは、研究中に防護手袋に数滴のジメチル水銀が落下したことで10ヶ月後に死亡した。ヴェッターハーンは必要とされる予防処置を講じていたが、それでもジメチル水銀は数秒のうちに手袋を突き抜けて皮膚まで浸透した[153][154][155]。

- 1997年7月10日: 東京都内で綿飴を食べていた4歳の男児が転倒した衝撃で喉に割箸が刺さり、翌日11日に死亡した[156]。詳細は、杏林大病院割りばし死事件を参照。

- 1998年: イギリスの16歳男性が、デオドラントスプレーの過剰使用により血液中のブタンとプロパンが増加したことが原因の心臓発作によって死亡した[157]。
- 1999年: ドラムンベースDJのKemistryは、車の助手席に座っていた際にチャッターバーがフロントガラスを突きやぶって侵入し、頭部にあたったことで死亡した。彼女に直撃した反射板付きのチャッターバーは、前を走っていたバンが撥ね飛ばしたものだった[158]。
- 1999年: イギリスで体育教師の41歳男性が、倒れた際に投げ槍の持ち手の端の上に落ち、槍が眼窩を貫通して脳まで達したことで死亡した[159][160]。

## 21世紀

### 2000年代
- 2001年: ベルリンの43歳男性エンジニアが、自ら望んで人肉嗜食者のアルミン・マイヴェスに殺害され、食べられた。マイヴェスは刑務所で菜食主義者になった[161][162][163]。
- 2001年: ニュージーランドの28歳男性が氷に足をすべらせて転倒し、飼い猫用のわずか4cmの水が入ったボウルに顔を沈めて溺死した[164]。
- 2002年4月: 中国江西省・南昌市のネットカフェで，ネットゲームをプレイしていた高校3年生が「極度の緊張・興奮状態」から急死。ゲームタイトルは報道されなかった[165]。
- 2002年10月8日: 韓国の光州市（全羅南道）のネットカフェで、86時間連続でネットゲームをプレイし続けた24歳の無職の男性が死亡した[166]。
- 2003年: ピザ配達員の46歳男性が、ピザの配達を行い、配達指定場所にいた犯人に首に爆弾を付けられ、そのままペンシルベニア州エリーで銀行強盗を行った直後、首に取り付けられた爆弾によって殺害された（ピザ配達人爆死事件）[167]。

- 2003年: ベルギーのリンバーグ北部テジェレンの男性が、部屋で飼っていたオウムとイタチの糞尿が発するアンモニアガスにより中毒死[168]。

- 2004年: ワシントン州ケントの24歳男性が、ストーブの上で加熱されたラバライト（照明器具）が爆発し、その破片が心臓に突き刺さったことで致命傷を負い死亡した[169]。
- 2005年: カナダで、重度のピーナッツアレルギーだった15歳の少女が、ピーナッツバターを塗ったサンドイッチを食べていた恋人とキスをして死亡。トースト2枚を食べてからキスをするまでに9時間かかっており、1時間経過すれば唾液中にアレルゲンはほぼ残っていないとされるため、重症のぜんそく発作が原因だったという報道が後日なされた[170][171]。
- 2005年7月: アメリカの男性が種牡馬とのアナルセックスによる負傷が原因で死亡した[172]。（イーナムクロー馬姦事件）
- 2007年: カリフォルニア州オークランド在住の24歳男性が歩いていたところ、飛んできた消火栓が顔面に直撃したことで死亡した。この消火栓は通りすがりの自動車に衝突されて外れ、水圧によって発射されたあと男性に直撃した[173][174][175]。
- 2008年: アメリカの57歳女性が、水中から飛び出してきた重さ34kgのマダラトビエイに押し倒されて死亡した[176][177][178]。
- 2008年: ハンプシャーのサウサンプトン近郊の村、ビショップストークにある解体予定のアパートの最後の住人である50歳男性が、立ち退きを強いることの不当性を世に示すため、持っていたチェーンソーで自らを斬首して死亡した[179][180]。
- 2008年: 4児の母親であるアイルランドの43歳女性が、ジャーマンシェパードとの獣姦後にアレルギー反応を起こしてその後死亡した[181]。
- 2009年: 1月14日、中国山東省で事務用の回転椅子が突然爆発し、座っていた14歳男子が死亡。少年の臀部には約10cmほどの長さの管が突き刺さり、大量の出血をしていた。その後の調べで、死因はネジの破片が胸部に刺さったことによる呼吸機能障害と判明した[182][183]。
- 2009年: 6月4日、米俳優のデヴィッド・キャラダインが、タイ・バンコクのホテルで死亡しているのが発見された。地元警察当局は自殺ではなく、窒息プレイの最中に誤って死亡した可能性があるとの見解を示した。遺体には首と性器にそれぞれロープが巻きつけられており、2本のロープは結び合わされてクローゼットの中につるされた状態だった[184][185]。
- 2009年: カナダの19歳のフォークシンガー、テイラー・ミッチェルが、ケープ・ブレトン・ハイランズ国立公園（英語版）でのハイキング中に2頭のコヨーテに襲われて死亡した。ミッチェルの死は、知られる限りでは唯一のコヨーテによる大人の死亡例である[186][187][188]。

### 2010年代
- 2010年: エレクトリック・ライト・オーケストラの最初期からのメンバーである62歳のチェロ奏者マイク・エドワーズは、丘の斜面を転がり落ちてきた巨大な干し草のロールベールが、運転していたバンに衝突したことで死亡した[189][190][191]。
- 2010年: セグウェイ社のオーナーであるジミ・ヘゼルデンが、セグウェイを運転中に崖から転落して死亡した[192][193][194]。
- 2011年1月30日: 東京都文京区の遊園地でジェットコースターに乗車中の34歳の男性がコースターから投げ出され、全身打撲で死亡した
- 2011年: カリフォルニア州トゥーレアリ郡での非合法な闘鶏に参加していた35歳男性が、ニワトリの足に取りつけられたナイフのような鉤爪に脚を突き刺されて死亡した[195][196]。
- 2011年8月27日: 石川県かほく市大崎の海水浴場で金沢市住在の新婚夫婦が深さ2.5mの落とし穴に転落し、脱出しようとしたところ崩れてきた砂に生き埋めになり夫妻とも死亡した。なお、落とし穴は妻が夫を驚かせようと、友人たちと一緒に掘った物だった[197][198]。
- 2012年10月: フロリダ州ウェストパームビーチの32歳男性がゴキブリなどの虫食いコンテストに参加し優勝した後、食べた虫の体の一部に気道をふさがれて窒息死した[199][200][201][202]。
- 2012年12月13日: 千葉県館山市のトレーニングルームで23歳の男性がベンチプレスの最中、80kgのバーベルを持ち上げられなくなり首の上に落下して縊死した[203]。
- 2012年: フロリダ州オカラで獣医師として働くイギリス人の28歳女性は、高気圧酸素治療室で馬の治療にあたっていたが、馬が壁を蹴った際に蹄鉄から火花が飛び散り、爆発が引き起こされて死亡した[204][205][206]。
- 2012年8月26日夜、アメリカのモンタナ州で、ギリースーツを着てビッグフットの格好をした44歳の男性が、高速道路の車線の真ん中に立っていたため、15歳の少女が運転する車、17歳の少年が運転する車にはねられて死亡した。44歳の男性はビッグフットの目撃例を作りたいと友人に語っていたという[207]。
- 2013年: ヘビのように床を這い始め、自分がヘビになったと主張した日本の23歳男性が、「息子に取り憑いたヘビを追い出そうとした」父親による頭突きや、噛みつきを2日にわたって受けた後に死亡した[208]。
- 2013年: アメリカの男性がゴミ収集箱のなかで自分の携帯電話を探している最中、ゴミ圧縮機に押しつぶされて死亡した[209]。
- 2013年: 釣りに出かけたベラルーシの60歳男性が、一緒に写真を撮ろうとビーバーを手でつかもうとしたところ噛みつかれ、出血多量で死亡した[210][211]。
- 2013年: ブラジルの45歳男性が、カラティンガ（英語版）の自宅の屋根を突きやぶって落ちてきたウシに押しつぶされ死亡した[212]。
- 2013年: アメリカの58歳男性が、継子との喧嘩中にウェッジーをかけられたことで窒息死した。男性は継子に殴られて意識を失ったあと、引っ張られた下着のゴムバンドを頭からかぶせられ、首が絞めつけられて死亡した[213][214]。
- 2013年: アメリカの17歳少年のケンドリック・ジョンソンが、体育館の巻かれて縦に置かれたマットに逆さの状態で入って死亡しているのが発見された。当初、警察は少年が靴を取ろうとしてマットによじ登り、誤って落下したと結論したが、後に殺人の可能性がある事件として審理が再開された[215][216][217][218][219]。
- 2013年: テキサス州ラボックの14歳少年が、夜にナショナル・ランチング・ヘリテージ・センター（英語版）の前でかくれんぼをして遊んでいた際、雄牛の彫像のツノに胸部をつらぬかれて死亡した[220]。
- 2014年: トルコの13歳の少年が、保護フェンスを越えて屋上から飛び降りたヤギ（イード・アル＝アドハーのための生け贄）に押しつぶされて死亡した[221]。少年の父は、購入したヤギをイード・アル＝アドハーの日まで保管しておくのに適した場所が見つからなかったため、自宅アパートの屋上に置いていた[221]。
- 2014年: トタルの最高経営責任者クリストフ・ド・マルジェリが、自社のビジネスジェットに搭乗中、ジェット機が冬季作業車両（飲酒運転されていたと伝えられている）に衝突したことで死亡した[222][223]。
- 2014年: 中国仏山市のレストランでシェフとして働く男性が、スープの材料にするため切り捨てたコブラ科のヘビの頭部に、切断から20分後に咬みつかれて死亡した[224][225]。
- 2015年: ネバダ州ヘンダーソンの美容院で働く24歳女性が、凍結治療器の使用中に設定を誤り、治療器内部の酸素が失われて窒息死した[226][227]。
- 2015年7月、米国メイン州カレー在住でフロリダ州オーランドのディズニーパーク従業員の男性22歳が、酒に酔って自分の頭を打ち上げ台として花火をあげ死亡[228][229]。
- 2015年: エア・インディアの整備士である40代男性がジェット機のエンジンに吸い込まれ死亡した[230][231]。
- 2016年: バス運転手として働くインドの40歳男性が、空から降ってきた隕石に衝突されて死亡した。この隕石は付近の地面に幅61cmのクレーターを残した[232][233][234]。
- 2016年4月3日: インドネシアの29歳のダンドゥット歌手イルマ・ブレは、歌唱中に生きたヘビをパフォーマンスとして使用することで知られていたが、コンサートでキングコブラに咬まれたあと、治療を拒否しつつ死亡した[235][236]。
- 2016年6月19日: リブート版『スター・トレック』のパヴェル・チェコフ役で知られる27歳の俳優アントン・イェルチンが、ロサンゼルスの自宅前で自動車とレンガの壁に挟まれた状態で死亡しているのが発見された。イェルチンの自宅前の道は坂になっており、自動車のエンジンはかかったままでギアはニュートラルになっていた[237][238]。
- 2016年: モロッコのラバトの動物園で、7歳の少女がゾウが囲いの中から投げた石にあたって死亡した[239][240]。
- 2016年: アメリカの10歳少年が、ウォータースライダーのいかだから放り出されたことで死亡した[241][242]。
- 2016年: メキシコの首都メキシコシティで、17歳の少年が、24歳の恋人からキスマークをつけられた際に肌を吸引され血栓ができ脳に回って脳梗塞で死亡[243]。
- 2016年11月6日: 展示物「巣の家」が燃え始め、遊んでいた子どもが死亡(東京デザインウィーク火災死亡事故)。
- 2016年11月13日: 滋賀県彦根市で開かれた農産物PRイベントで、おにぎり早食い競争に参加した28歳の男性がおにぎりをのどに詰まらせて死亡した[244]。
- 2017年: ジョージア州アトランタのウェスティン・ピーチツリープラザ（英語版）の最上階にある回転レストラン「サンダイヤル」で、5歳の少年が回転部と非回転部の間の小さな隙間に頭を挟まれて死亡した[245]。
- 2017年: アメリカの89歳男性が自身の誕生日に運転中、消火栓に衝突したあと噴出した水により溺死した[246]。
- 2017年: カリフォルニア州カラベラス郡で、58歳女性がワイングラスを手に持った状態でゴルフカートから落ち、その際に割れたワイングラスの破片が体に刺さったことで死亡した[247]。
- 2017年: フランスのフィットネスブロガーで、モデルでもある33歳女性が、高圧ガスを用いる泡だて器の一種を使用中に、泡だて器が爆発し部品の一部が胸部を直撃したことがもとで死亡した[248]。
- 2017年: トルコ系オランダ人で麻薬密売人の42歳男性が、魚釣りの最中に釣り針を電線に引っかけて感電死した。男性はヴィレム・ホーレーデル（英語版）が起こした事件の証人でもあったが、証人としての重要性は低く、当局は彼の死を事故として扱った[249]。

- 2017年4月19日: 53歳のアメリカ人男性が、ウォーターボール等の名称で呼ばれる透明なバルーンの中に入ってナイアガラの滝に飛び込む挑戦を行い死亡。なお、この男性は、2003年に普通の格好のまま飛び込み生還している[250]。

- 2017年9月: 深夜、沖縄県の伊良部大橋の中央で車から降りてプロポーズしYESという返事をもらった男性が、喜びのあまり欄干に乗り出し橋の縁で滑って海に転落して死亡。女性が車を運転しており、男性は酔っていたという[251]。

- 2018年: インドのハリヤーナー州の遊園地で、ゴーカートに乗っていた28歳女性の髪が車輪に絡まり、その後もカートが前進を続けたことで頭皮が引き剥がされた。女性は病院に搬送されたが、到着時に死亡が確認された[252]。
- 2018年4月14日: 午前9時55分頃、三重県伊勢市楠部町の県道で、三重交通の路線バスが停留所「徴古館前」に停車しようとしたところ、左サイドミラーが歩道にあった高さ2.5mの石灯籠(どうろう)にぶつかり、上部の屋根型の石が落下し、歩道にいた81歳の男性の頭部に直撃し、搬送先の病院で死亡[253]。
- 2018年4月17日: サウスウエスト航空1380便の乗客だった43歳女性が、飛行中に割れた窓ガラスから外に吸い出された。その後緊急着陸までの間、客室に引き戻されて心肺蘇生が行われたものの、病院到着時に死亡が確認された。死因は頭と首、および胴体への打撲傷であるとされた[254][255]。
- 2018年10月18日: 午後8時10分頃、群馬県高崎市上里見町の公民館敷地内にある稲荷神社で、地元で開催する「榛名ふるさと祭り」の稽古のあと、子どもたちが鬼ごっこをしている中で、市立中学1年生の13歳の少年が、高さ2.8mの石灯籠から飛び降りて転び、灯籠の1番上にあった重さ約53kgの石が腹の上に落ち、外傷性出血性ショックで約3時間後に死亡[256][257]。
- 2018年: 2010年にオーストラリアの29歳男性が、仲間にけしかけられてナメクジを食べたことで広東住血線虫症にかかり、8年間の闘病の末に死亡した[258][259]。
- 2018年12月: オーストラリアの34歳の男性が、同月1日のクリスマスパーティーでヤモリを度胸試しと称して食べたことによりサルモネラ感染症となり、10日後の11日に死亡した[259][260]。

- 2019年10月: アメリカのシアトルで、違法に陰嚢と陰茎に大量の生理食塩水やシリコンを注入し大きくしていた28歳のゲイの男性が、呼吸困難になって6日後シリコンによる肺塞栓症で死亡[261][262]。

### 2020年代
- 2020年1月1日未明: テキサス州ヒューストンで61歳の女性が新年を祝う祝砲の流れ弾が命中して死亡した。
- 2020年2月28日の夜: ロシアのモスクワの室内にプールを備えた複合施設で、Instagramのフォロワー100万人超のエカテリーナ・ディデンコの誕生日パーティーが開催された。プールにドライアイス30kgを投入し、プールにダイブする等して最終的に3人が死亡。うち1人は、パーティー主役の夫。死亡した3人は、二酸化炭素中毒で酸欠に陥り窒息死と考えられる。他4人も凍傷や中毒症状に陥った[263]。
- 2021年2月5日: テネシー州のとある駐車場で、20歳のYouTuberが友人らと一緒に肉切り包丁を持ち通行人を恐喝するというイタズラ動画の撮影を行ったところ、恐喝された通行人のうちの23歳の男性がYouTuberを射殺[264]。
- 2021年: カタルーニャ州バルセロナ郊外のサンタ・コロマ・デ・グラメネット街で、ある39歳の男性が、ステゴサウルスの像の口に入り抜け出せなくなり死亡。発覚の経緯としては、土曜日に不快な臭いに気づいた親子がおり、父親が口の中を覗き込み死体を発見して通報したことによる[265]。
- 2022年3月: アメリカのミズーリ州セントルイスで、銃を持ってFacebookでライブ配信していた14歳の少女が誤って12歳のいとこの頭を撃ち抜き、3秒後に同じ銃で自殺。
- 2023年1月14日、インドのグジャラート州で開催された祭り「ウッタラヤン」のたこ揚げバトルで、糸が強化された凧が電柱にひっかかりぶらさがり、2歳児、3歳児、7歳児、大人3人の計6人が、歩行中やスクーターでの走行中に糸が首にひっかかり失血死[266]。
- 2023年3月24日: 長野県松本市で、2歳の男の子がストーブの灯油が浸透した布団の上に一定時間放置されて、炭化水素中毒と皮膚炎で死亡。男の子は、生まれつきの心臓病と、皮膚炎で直射日光を浴びてはいけない体だった[267]。事件発生から2ヶ月以上経った6月8日に保護責任者遺棄致死疑いで母親が逮捕され、母親は「ストーブを倒し、灯油をこぼした」と述べるが、容疑は否認。同月28日に処分保留で釈放された[268][269]。
- 2023年3月下旬: ベルギーで、30代の男性が、アプリ「Chai」のAIのEliza(イライザ)にのめりこみ、一緒になるために自殺[270]。
- 2023年6月18日: カナダのニューファンドランド島沖で潜水航行中の潜水艦が爆縮事故で圧潰され、乗客乗員5名全員が死亡した（潜水艇タイタン沈没事故）。
- 2023年: インドのラジャスタン州アルワルで、線路に迷い込んでいた牛に急行列車が突撃し、跳ね飛ばされた牛の一部が30m離れた82歳の男性にぶつかり、男性が死亡[271]。
- 2024年2月: 14歳の少年が、Character.AIで『ゲーム・オブ・スローンズ』からデナーリス・ターガリエンと名付けたAIにのめり込み、デナーリスの元へ行こうとして拳銃自殺[272]。
- 2024年3月: インドのハリヤーナー州在住の22歳のYouTuberが、トラクタースタントの練習でウィリー状態となっていた際に、座席部分が折れトラクターがひっくり返り下敷きとなった。ライブストリーミングをしており、多くの人がその瞬間を目撃した[273]。
- 2024年4月1日: 中国の重慶市巴南区で、3歳の子供が、躁状態となった37歳の母親によって、22階から投げ落とされ死亡。息子を投げ落とす前に、女性は包丁で義母の切りつけもしている[274]。
- 2025年1月4日: インドのウッタル・プラデーシュ州のブランドシャールで、トラクター同士の綱引きをしており、引っ張られたトラックが横転し、乗っていた1名が死亡した。動画はソーシャルメディアで拡散された[275]。
- 2025年2月、ブラジル北東部バイーア州の14歳の少年が、SNSで見た「挑戦」として、蝶の潰した残骸を水に入れて自身の足に注射し、2月13日に死亡。蝶がもつ毒素の量は人間に害を及ぶすほど強くなく、不衛生な液体が体内に入ったことによる感染症の可能性が高いと疑われた[276]。